# Prignano sulla Secchia

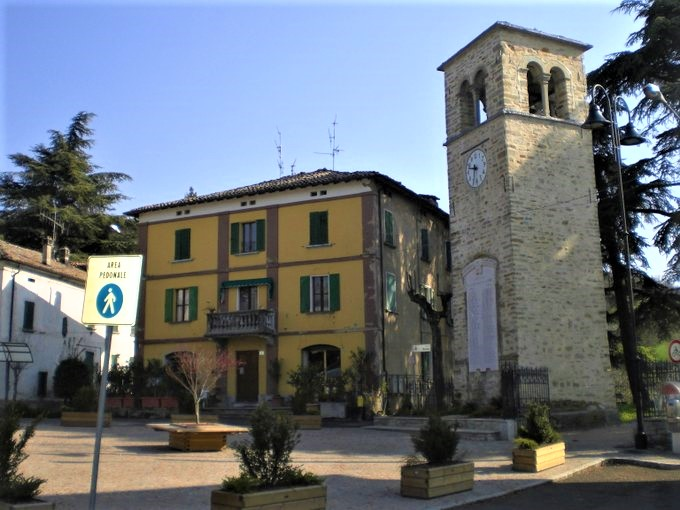
Piazza Roma

Prignano sulla Secchia ist eine italienische Gemeinde (comune) mit 3809 Einwohnern (Stand 31. Dezember 2023) in der Provinz Modena, Region Emilia-Romagna. 

## Geographie
Die Gemeinde liegt etwa 29,5 Kilometer südwestlich von Modena im toskanisch-emilianischen Apennin auf 557 m s.l.m. Prignano sulla Secchia grenzt unmittelbar an die Provinz Reggio Emilia. Der Fluss Secchia begrenzt das Gemeindegebiet westlich.

## Geschichte
Von 1940 bis 1943 unterhielt das faschistische Italien das Konzentrationslager Prignano sulla Secchia für Sinti und Roma, in dem Mitglieder der späteren Partisanengruppe Leoni di Breda Solini interniert waren und 1943 fliehen konnten.

## Persönlichkeiten
- Maria Rosa Pellesi (1917–1972), Ordensfrau und Selige
- Ignazio Bedini (* 1939), katholischer Ordensgeistlicher, emeritierter Erzbischof von Isfahan
- Ruggero Franceschini (1939–2024), katholischer Ordensgeistlicher, Erzbischof von Izmir

## Verkehr
Am westlichen Rand der Gemeinde führt die Strada Statale 486 di Montefiorino von Modena kommend nach Pievepelago (Passe delle Radici).